# سیارک ۱۵۶۰
سیارک ۱۵۶۰ (به انگلیسی: 1560 Strattonia، نامگذاری:1942XB) هزار و پانصد و شصتمین سیارک کشف شده‌است که در ۳ دسامبر ۱۹۴۲ کشف شد.
قدر مطلق سیارک برابر ۱۱٫۵۰ است.